# Aphanolaimus microlaimus
Aphanolaimus microlaimus is een rondwormensoort uit de familie van de Leptolaimidae. De wetenschappelijke naam van de soort is voor het eerst geldig gepubliceerd in 1935 door De Coninck.